# 抗击艾滋病、结核病和疟疾全球基金
抗击艾滋病、结核病和疟疾全球基金（英語：The Global Fund to Fight AIDS, Tuberculosis and Malaria），简称“全球基金”（英語：The Global Fund），是一个国际筹资组织，旨在“吸引、利用和投入更多资源，以终止HIV/AIDS、结核病和疟疾的流行，以支持实现联合国制定的可持续发展目标”。作为一个公营部门与私营部门的合作组织，该组织在瑞士日内瓦设有秘书处。 该组织于2002年1月开始运作。微软创始人比尔·盖茨在该组织2002年成立时为其提供了种子基金。
全球基金是世界上最大的艾滋病、结核病和疟疾的预防、治疗和护理项目的注资者。 截至2018年7月，该组织已经支付了380多亿美元来支持这些方案。 据该组织称，2017年，该组织资助分发了1.97亿顶驱虫蚊帐，以防治疟疾，为500万人提供了抗结核治疗，为1750万人提供了艾滋病抗逆转录病毒治疗，自该组织成立以来，在全世界挽救了2700万人的生命。在2020年，为了抗击2019冠状病毒病疫情，该组织向全球中的106个中低收入国家拨款了9.8亿美元以度过难关。